# Buchholzia tholloniana
Buchholzia tholloniana är en kaprisväxtart som beskrevs av Henri Hua. Buchholzia tholloniana ingår i släktet Buchholzia och familjen kaprisväxter. Inga underarter finns listade i Catalogue of Life.